# Guillermo Fesser Pérez de Petinto
Guillermo Fesser Pérez de Petinto (Madrid, 4 de maig de 1960) és un periodista espanyol, que es va donar a conèixer amb el programa Gomaespuma, el disseny de la qual i creació va compartir amb Juan Luis Cano, i que va generar, des de l'any 2000, la Fundación Gomaespuma. És germà del director de cinema Javier Fesser i del promotor cultural Alberto Fesser.

## Ràdio
Es va iniciar en la ràdio a El Flexo, al costat de Santiago Alcanda, Jaime Barella i Juan Luis Cano, al qual havia conegut el 1977, en la Universitat Complutense, i van fer el seu primer programa de ràdio en l'FM de Ràdio Madrid el 1981; junts van formar el duo Gomaespuma que es va emetre durant anys a Antena 3 Radio. Des del 10 d'abril de 2015 col·labora els divendres, residint a Nova York, a Onda Cero en el programa Más de uno amb Carlos Alsina, on presenta una secció anomenada "Historias de un valle sin retorno".

## Televisió
Guillermo Fesser presentà en els anys 1980, junt a Pastora Vega i Toni Cantó, el programa de TVE La Tarde de Verano, i durant uns mesos, el 1992, el concurs VIP Nit en Telecinco. En col·laboració amb Kermit Love, el creador de les marionetes de la factoria de Jim Henson, va idear un programa de marionetes per a Telecinco, realitzat per Javier Fesser i amb guions de Juan Luis Cano i ell mateix; el programa va aparèixer el 1994 amb el nom de Gomaespuma, generant la sintonia que es va utilitzar en el programa de ràdio del mateix nom.
Ja en el segle xxi, després de deixar les tardes radiofòniques d'Onda Cero en 2007, va començar al costat de Cano en La 2, l'espai Gomaespuminglish, un programa infantil d'ensenyament d'anglès en clau d'humor, en el qual van crear el personatge de l'il·lustre acadèmic 'don Eusebio'. Coincidint amb els Jocs Olímpics de Pequín 2008, Televisió Espanyola, qui va transmetre per a Espanya l'esdeveniment, va encarregar a Fesser i Cano un especial. En l'espai denominat Pasando Olímpicamente, el duo va relatar en clau humorística, des de la mateixa capital xinesa, l'actualitat informativa dels Jocs de dilluns a divendres, en la franja del late night. En 2009, i com a resident a Nova York, presentà la secció 'La Pintada', en el programa 59 segundos de La 1, en la qual el periodista tractava temes de la vida quotidiana nord-americana per a acabar opinant sobre un tema d'actualitat. Aquests relats van ser recopilats i publicats com a llibre sota el títol d' A Cien Millas de Manhattan. L'1 d'octubre de 2011 es va estrenar a La 2, el programa Yo de mayor, quiero ser español, en el que junt amb Cano, entrevistaven en clave de humor a espanyols il·lustres que residien a l'estranger, com el futbolista Fernando Torres, la ballarina Tamara Rojo o el cuiner José Andrés. Des de 2015, participa com s corresponsal als Estats Units, pel programa El Intermedio de La Sexta.

## Cinema
Va dirigir Cándida, basada en la biografia de la seva assistenta que va publicar sota el títol "Cuando Dios aprieta, ahoga pero bien". A més ha escrit el guió d' El milagro de P. Tinto i La gran aventura de Mortadelo y Filemón, totes dues dirigides pel seu germà. Així mateix, va dirigir un programa de marionetes en Telecinco i, fruit d'aquesta experiència, va manipular i va posar veu a la marioneta que apareix en el curtmetratge Aquel ritmillo, en el qual també es va encarregar del vestuari. Va col·laborar com a supervisor del guió en El secdleto de la tlompeta, un curt humorístic del seu germà Javier.
També amb Cano, ha prestat la seva veu per al doblatge en pel·lícules de ficció com Chicken Run: Evasió a la granja, La espada mágica, Com gats i gossos, Heroi de ratlles o Ali G anda suelto.

## Literatura
Es va estrenar amb Cuando Dios aprieta, ahoga pero bien (memorias de una asistenta) (1998), que després es va portar al cinema (2006) dirigida per ell mateix, de la qual es va publicar una segona part. Conta la història de Cándida Villar, l'assistenta de la família Fesser, una dona natural de Martos (Jaén). que acaba treballant com a crítica cinematogràfica per a Gomaespuma. Guillermo assegura que es tracta d'una biografia real.
Amb Juan Luis Cano ha publicat tres còmics amb dibuixos de Vicente Luis Conejos, Marchando una de mili, Navidad con orejas i Pasando Olímpicamente; tres llibrrs d'humor per l'editorial Temas de Hoy, Familia no hay más que una, Grandes disgustos de la historia de España, ¿Quién me mandaría meterme en obras?; un llibre d'entreviste El papa dijo no; un còmic amb dibuixos de José Luis Agreda, A la fuerza ahorcan; dos llibres de memòries, 20 años de Gomaespuma, redactat por Curra Fernández i Nuria Serena, i 20 años de Gomaespuma; i ¡Vivan los novios!, amb fotografies de noces.
En 2011 va presentar en la BookExpo America de Nova York, un innovador llibre interactiu per a nens creat específicament per a tauletes i telèfons mòbils.